# Lineacoelotes
Genre
Lineacoelotes est un genre d'araignées aranéomorphes de la famille des Agelenidae.

## Distribution
Les espèces de ce genre sont endémiques de Chine.

## Liste des espèces
Selon World Spider Catalog (version 20.0, 09/07/2019) :
- Lineacoelotes bicultratus (Chen, Zhao & Wang, 1991)
- Lineacoelotes funiushanensis (Hu, Wang & Wang, 1991)
- Lineacoelotes lifengyuanae Zhao & Li, 2019
- Lineacoelotes longicephalus Xu, Li & Wang, 2008
- Lineacoelotes nitidus (Li & Zhang, 2002)
- Lineacoelotes strenuus Xu, Li & Wang, 2008
- Lineacoelotes tiantaiensis Zhao & Li, 2019
- Lineacoelotes zhongbaensis Zhao & Li, 2019
- Lineacoelotes ziboensis Zhao & Li, 2019

## Publication originale
- Xu, Li & Wang, 2008 : Lineacoelotes, a new genus of Coelotinae from China (Araneae: Amaurobiidae). Zootaxa, no 1700, p. 1-20.